# Осеново (област Благоевград)
 Тази статия е за селото в област Благоевград.  За другото село с това име вижте Осеново (Област Варна).  
О̀сеново е село в Югозападна България. То се намира в община Банско, област Благоевград.

## География
В края на XIX век жителите на старото село Осеново пренасят домовете си камък по камък на ново място. Днешното село Осеново се намира на около 6 – 7 km югоизточно от предишното, до река.
На 11 km източна посока, високо в гората се намира лесничейство „Вищерица“.

## История
Църквата „Успение Богородично“ е от 1830 година. В „Етнография на вилаетите Адрианопол, Монастир и Салоника“, издадена в Константинопол в 1878 година и отразяваща статистиката на населението от 1873 година Осеново (Ossénovo) е посочено като село със 75 домакинства и 250 българи.
В 1889 година Стефан Веркович („Топографическо-этнографическій очеркъ Македоніи“) отбелязва Осенову като село със 75 български къщи.
В 1891 година Георги Стрезов пише за селото:
| „ | Осеново, право на С от Неврокоп, 6 часа път. Лежи в една котловина, образувана от клоновете на Доспат. Околност гориста; поминък зидарство и скотовъдство. Повечето отиват на гурбетлък по България и Румелия. Църква, в която се чете български. Къщи 65, само българе. | “ |

Съгласно статистиката на Васил Кънчов („Македония. Етнография и статистика“) към 1900 година Осеново е смесено християнско и българо-мохамеданско селище. В него живеят 300 българи-християни, 1550 българи-мохамедани и 14 цигани.
В 1905 година върху руините на стар храм е построена църквата „Свети Архангел Михаил“.
След Междусъюзническата война в 1913 година селото остава в България и помашкото му население се изселва в Турция. Според Димитър Гаджанов в 1916 година в Осеново от 80 семейства са останали само 3 – 4 сакати просякини, а селото е в руини.

## Културни и природни забележителности
Потомци, които живеят пръснати из цяла България, през 2005 г. построяват параклис „Успение на Пресвета Богородица“, на мястото на църквата в старото село Осеново. Над днешното село се издига скат от варовикови скали, който местните са нарекли Свети Илия. Легендата разказва, че всяка година в денят преди Илинден от гората е слизал елен на това място, който хората улавяли и принасяли в жертва на светеца.
При изкачване по стръмния и осеян със завои асфалтиран път към селото, вляво се вижда причудливо творение на природата, образувано при изветряне на варовика. Наречено е „Сватбата“, а легендата разказва за зла свекърва, която е прокълнала сватбарите и те са се вкаменили. От последния остър завой преди селото, в същия този комплекс се вижда образувание, което много наподобява разярена, изправена на задните си крака мечка.

## Легенди
Населението на селото е изключително от българи, които в края на XVIII век са бягали от турските завоеватели. По непотвърдени данни те са били жители на села до град Брацигово или от Чепинския край, които отказали да приемат исляма. Тъй като са нямали друг избор освен бягство, са търсили място далече от пътищата минаващи покрай реки. Избират си място в крайната част на Западните Родопи, и изграждат селото, което наричат Осеново.
Старото село е с неповторим изглед към река Места и Пирин, разположено на западния склон на невисок хребет. Населението се разраства и част от него се премества и основава ново село, със същото име в близост до Благоевград. Хората споделят, че село Осеново, което се намира на няколко километра от Варна, също е основано от жители на старото село.

## Личности
Родени в Осеново
- Емил Шошев (р. 1964), български офицер, бригаден генерал